# 亚铁氰酸镱钾
亚铁氰酸镱钾是一种无机配合物，化学式为KYb[Fe(CN)6]。

## 结构
亚铁氰酸镱钾的3.5水合物的晶体中，沸石型的分子水和钾离子处于笼状结构中。在其分子中，存在双金属氰桥键FeII—CN—YbIII，其拉曼光谱的双峰位于2090和2096 cm−1。

## 制备
将三氯化镱和亚铁氰酸钾溶液混合，可以制得KYb[Fe(CN)6]：
YbCl3 + K4[Fe(CN)6] → KYb[Fe(CN)6] + 3 KCl